# 一柳仲次郎

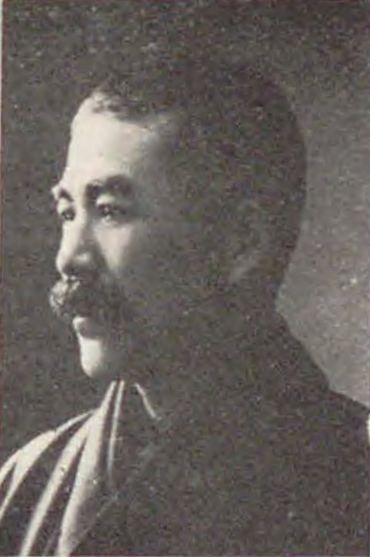
一柳仲次郎

一柳 仲次郎（いちやなぎ なかじろう、1868年12月3日（明治元年10月20日） - 1939年（昭和14年）4月14日）は、日本の実業家、政治家。衆議院議員。

## 経歴
尾張国知多郡成岩村（現愛知県半田市）で、名主・一柳浅右衛門の二男として生まれる。苦学して三井物産社員を経て、1897年に北海道に渡る。
ニシン漁で失敗し、1900年、札幌に移り、リンゴ、タマネギの販売を手掛け、海外への輸出なども行った。札幌区会議員、北海道会議員、同議長、日露貿易商組合長、札幌果実蔬菜輸出商同業組合長、札幌果実商組合長、札幌商業会議所副会頭、北海道拓殖倉庫取締役、北海道信託社長、一柳物産社長、合資会社一柳商会代表社員などを務めた。
1920年5月の第14回衆議院議員総選挙で北海道第1区から憲政会所属で出馬し当選。以後、第15回、第17回、第19回、第20回総選挙で当選し、衆議院議員を通算五期務め在任中に死去した。この間、立憲民政党総務などを務めた。

## 人物
- 政治家としては裏面工作を得意とした策士[4]。